# برازیلیانیت
برازیلیانیت  (به انگلیسی: Brazilianite) با فرمول شیمیایی NaAl3[(OH)2-PO4]2 از مجموعه کانی هاست و از کشور برزیل که اولین بار در آن کشور کشف شده‌است. محلول در HF , H2SO4 Na2O:۸٫۵۶٪ Al2O۳:۴۲٫۲۵٪ P2O۵:۳۹٫۲۳٪ H2O:۹٫۹۶٪ برای اولین بار در برزیل کشف شد و از نظر شکل بلور: ایزومتریک - منشوری، رنگ: سبز روشن - زرد سبز، شفافیت: شفاف، شکستگی: صدفی، جلا: شیشه ای، رخ: ضعیف، سیستم تبلور: مونوکلینیک و در رده‌بندی فسفات است همچنین خاصیت مغناطیسی ندارد و منشأ تشکیل آن پگماتیتی است.
همایند کانی‌شناسی (پارانژ) آن سختی و چگالیتوپاز- موسکویت- آپاتیت- آلبیت است
، از نظر ژیزمان بلوری - آگرگات اسفرولیتیک کمیاب است و بیشتر در برزیل، آمریکا یافت می‌شود.